# Lateranski sporazumi

Lateranski sporazumi so dogovori, ki so jih podpisali 11. februarja 1929 predstavniki Kraljevine Italije in Svetega sedeža. Ime so dobili po Lateranski palači v Rimu, kjer so bili sporazumi podpisani. Bilateralne lateranske sporazume sta podpisala sekretar Svetega sedeža kardinal Pietro Gasparri in v imenu kralja Viktorja Emanuela III. ministrski predsednik Benito Mussolini.

## Vsebina sporazumov
Lateranski sporazumi, znani širšemu občinstvu kot Conciliazione (pobotanje), sestojijo iz treh delov, imenovanih Trattato, Convenzione, Concordato. 

### Trattato
Prvi del, trattato (pogodba), vključuje medsebojno priznanje državnosti in meje novonastale države Vatikan, ki obsega 0,44 km2 v središču Rima.
V tem delu sporazumov so bila, zaradi t.i. rimskega vprašanja, dogovorjena in določena tudi Eksteritorialna območja Svetega sedeža v Italiji.
S podpisom sporazumov je Italija (tedaj Kraljevina Italija) priznala polno suverenost Svetega sedeža na območju Vatikana in na eksteritorialnih območjih, ustanovitev Vatikanske mestne države kot zasebnega subjekta mednarodnega prava, na čelu s papežem, kot poglavarjem Rimskokatoliške cerkve.

### Convenzione
Drugi del, convenzione (priznanje), obravnava finančne probleme in predvsem odgovornost za spoliacijo cerkva in cerkvenih posesti vsled italijanskih zakonov. Italijanski predstavniki so se zavezali za plačilo odškodnine v vrednosti milijarde lir, od katerih 250 milijonov v državnih obveznicah. Razen tega je bil Vatikan oproščen carinskih in drugih davkov na uvoženo blago.

### Concordato
Tretji del, concordato (sporazum), je podrobna ureditev odnosov med Italijo in Rimskokatoliško cerkvijo, strnjena v geslu »Svobodna Cerkev v svobodni državi«. Država je odstopila od dotedanje pravice potrjevanja škofovskih imenovanj in od nabora pripadnikov klera. Obljubljeno je bilo priznanje katoliške vere za državno vero, kar je pomenilo prilagoditev zakonodaje v zvezi s poroko in s poučevanjem religije v šolah. Pripomniti je treba, da je pozneje (1946) republika obšla problem državne vere z izjavo, da so pred zakonom vsi ljudje enaki, ne glede na njihovo vero (člen 3 republikanske ustave).

## Veljava
Sporazumi so bili ratificirani dne 7. junija 1929 in so takoj stopili v veljajo. Karabinjeri so predali nadzor švicarski gardi in zapustili ozemlje. Papež je še isti dan izdal šest temeljnih zakonov nove države.
Leteranske sporazume je ponovno potrdila, kot naslednica Kraljevine Italije, Republika Italija v ustavi iz leta 1947.

## Revizija pogodbe
Leta 1984 sta Italijanska država in Vatikan sklenila tako imenovani Novi konkordat, ki je prilagodil Lateranske sporazume novim republiškim razmeram. Bistvenega pomena je, da je bil izpopolnjen samo konkordat, to je tretji del Lateranskih sporazumov, tisti, ki je urejeval razmerje med državo in katoliško cerkvijo. V tem okviru je treba razumeti Vatikansko državo kot predstavnico cerkvene organizacije, v kolikor so bili prejšnji sporazumi sklenjeni na meddržavni ravni. Potrjene oziroma spremenjene so bile razne točke konkordata, najvažnejša od teh je izjava o laičnosti republike (Dodatni protokol, Prva točka). S strani države je bil ta dolgoletni problem rešen z izrekom Ustavnega sodišča 203/1989, ki je izrecno zagotovil, da je laičnost najvišje državno načelo.